# Leptospermum subtenue
Leptospermum subtenue är en myrtenväxtart som beskrevs av Joy Thomps.. Leptospermum subtenue ingår i släktet Leptospermum och familjen myrtenväxter. Inga underarter finns listade i Catalogue of Life.